# Hans-Georg Kiupel

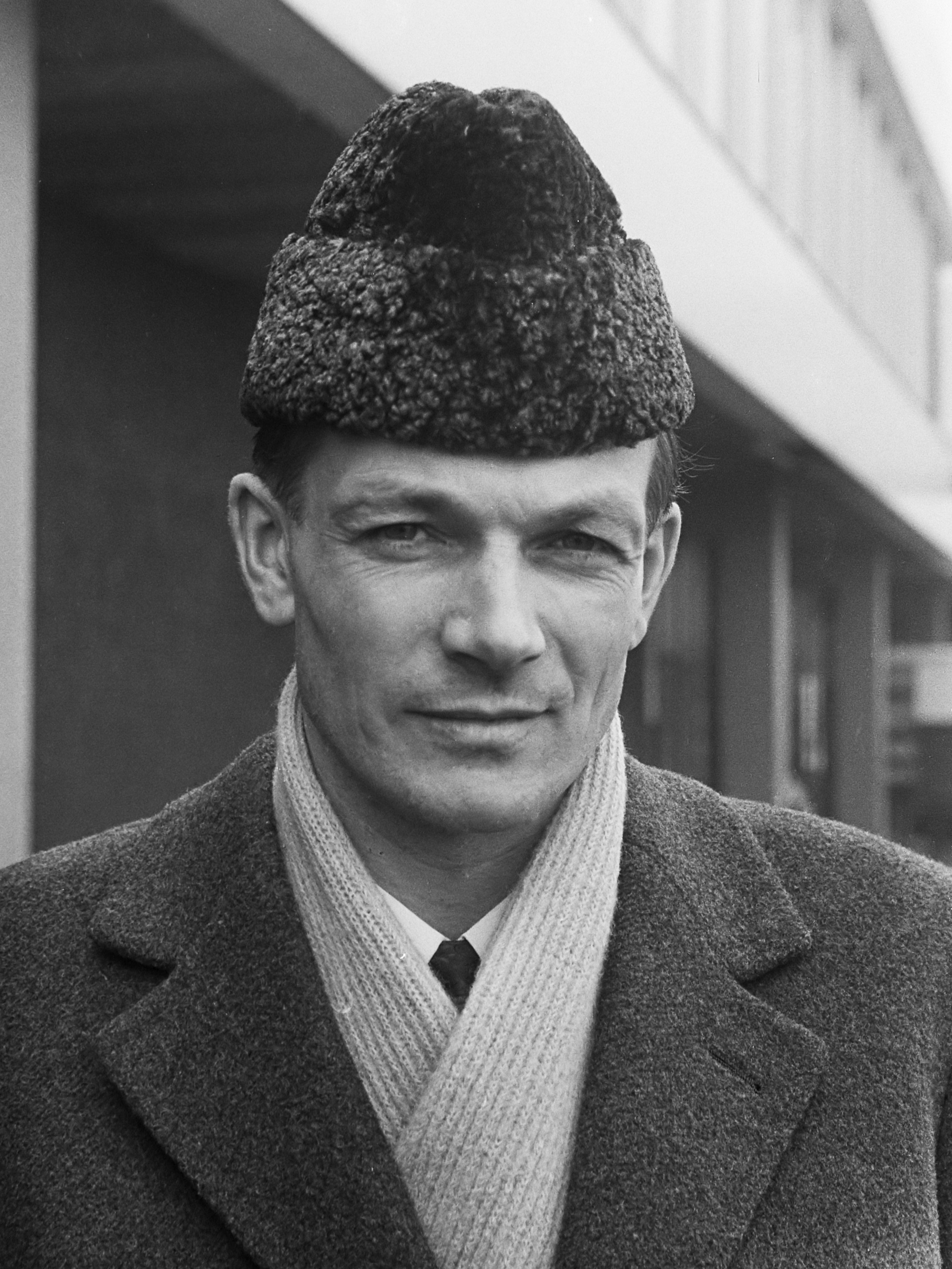
Hans-Georg Kiupel (1971)

Hans-Georg Kiupel (* 12. November 1934 in Tilsit; † 3. Juli 2018 in Halle (Saale)) war ein deutscher Fußballspieler, der in der DDR aktiv war.

## Sportliche Laufbahn
Der Sohn einer Bergarbeiterfamilie begann seine fußballerische Laufbahn bei der heimatlichen Betriebssportgemeinschaft (BSG) Motor Altenburg, die in den frühen 1950er Jahren in der höchsten DDR-Fußballklasse Oberliga spielte. Als Kiupel die BSG 1954 verließ, war sie allerdings bereits zweitklassig. Er gehörte zu den hoffnungsvollen Fußballtalenten, die 1954 in der Fußballsektion des SC DHfK Leipzig zusammengezogen wurden, um langfristig einen leistungsstarken Fußballklub zu formen. Das Vorhaben fand jedoch schon nach sechs Monaten sein Ende, die Fußballsektion des SC DHfK wurde wegen Erfolglosigkeit wieder aufgelöst und die Spieler der beiden in der zweitklassigen DDR-Liga spielenden Mannschaften wurden im Februar 1955 auf andere Sportklubs verteilt. Kiupel wurde wie die meisten Spieler zum ZSK Vorwärts Berlin, dem neuen Schwerpunktklub der Armeesportvereinigung, versetzt. Dort fand der 20-Jährige bald einen Stammplatz als Abwehrspieler und brachte es bis zum Ende seiner aktiven Laufbahn 1967 auf 199 Oberligaeinsätze, bei denen er als Verteidiger auf erstaunliche 20 Tore kam. Daneben wurde er in 12 Spielen seiner Mannschaft im Europapokal eingesetzt. In den Jahren 1958, 1960, 1962, 1965 und 1966 wurde Kiupel mit Vorwärts Berlin DDR-Fußballmeister.
Sein einziges A-Länderspiel bestritt Kiupel bei der Begegnung Marokko – DDR (0:2) am 10. Dezember 1961 in Casablanca, wo er wie in seiner Klubmannschaft als Stopper eingesetzt wurde. Da diese Position aber langfristig von Werner Heine (Dynamo Berlin) besetzt war, kam es zu keinen weiteren Einsätzen. Es stehen noch fünf Spiele in der B-Nationalmannschaft zu Buche.
Zwei Jahre nach dem Ende seiner aktiven Oberligalaufbahn wurde Kiupel – wie sein Vater Mitglied der SED – mit Beginn der Spielzeit 1970/71 zum Trainer der Oberligamannschaft von Vorwärts Berlin berufen. Nachdem diese 1971 und 1972 den siebten bzw. fünften Platz erreichte, verlor er seinen Posten und wurde zur Armeesportgemeinschaft Vorwärts Cottbus versetzt, wo er bis 1974 als Trainer tätig war. Danach wechselte Kiupel in die Leitung der Armeesportvereinigung.